# Warta Poznań (boks)
Warta Poznań – polski klub bokserski z siedzibą w Poznaniu, sekcja klubu KS Warta Poznań.

## Historia
Sekcja bokserska Warty Poznań powstała 23 kwietnia 1924 z inicjatywy Czesława Mikołajewskiego i Henryka Linkego. Warta była pierwszym drużynowym mistrzem Polski. W latach międzywojennych, był to najbardziej zasłużony klub dla polskiego boksu, zaliczany do najlepszych klubów pięściarskich w Europie. Klub ten dochował się wielu olimpijczyków, mistrzów i medalistów mistrzostw Europy, a także mistrzów i medalistów w  mistrzostwach Polski w boksie. 
Po zakończeniu działań wojennych, boks w Warcie ulega znacznemu osłabieniu na skutek poniesionych strat wywołanych wojną. Kolejne lata to odejście z klubu wielu czołowych zawodników, reprezentantów kraju do innych klubów w Polsce. W następnych latach klub nie jest w stanie odbudować swojej pięściarskiej potęgi. Dalsze lata przyniosły brak sukcesów i coraz słabsze zainteresowanie rozwojem boksu w klubie. W dniu 27 maja 1961 nastąpiło rozwiązanie sekcji pięściarskiej w klubie Warta Poznań.

## Sukcesy
- Złoty medal drużynowych mistrzostw Polski (12 razy): 1927, 1928, 1929, 1931, 1932, 1933, 1934, 1935, 1936, 1937, 1938, 1939
  - W 1929 zgłosiła się tylko Warta, jednak mistrzostwa jej nie przyznano
  - W 1931 anulowano rozgrywki i tytułu nie przyznano

## Zawodnicy
Indywidualni mistrzowie Polski:
- Jan Arski – półśrednia 1925, 1926, 1927, 1928, 1929, 1930
- Jan Ertmański – średnia 1926
- Mieczysław Forlański – musza 1930, kogucia 1931
- Stefan Glon – musza 1925, kogucia 1928, 1929
- Feliks Iwański – piórkowa 1925
- Jan Klimecki – ciężka 1947
- Zygmunt Koziołek – kogucia 1937, 1938,  lekka 1946
- Witold Majchrzycki – lekka 1926, 1928, średnia 1929, 1930, 1931, 1934, 1935
- Władysław Menka – kogucia 1925
- Wojciech Papież – lekkopółśrednia 1959
- Stanisław Piłat – ciężka 1934, 1935
- Aleksander Polus – kogucia 1932, 1933
- Tadeusz Rogalski – musza 1932, kogucia 1934
- Janisław Sipiński – lekka 1932, 1934, 1935, półśrednia 1936, 1937
- Edmund Sobkowiak – musza 1935, 1936
- Władysław Stępniak – kogucia 1930
- Franciszek Szymura – półciężka 1935, 1936, 1937, 1939, 1946, 1947
- Wincenty Wirski – kogucia 1935, 1936
- Stefan Wiśniewski – półciężka 1929, 1931
- Stanisław Woźniak – musza 1950